# Lothar Lehmann (Fußballspieler)
Lothar Lehmann (* 5. Dezember 1946) war Fußballspieler in der DDR. Für die BSG Energie Cottbus spielte er 1974 in der DDR-Oberliga, der höchsten ostdeutschen Fußballklasse.

## Sportliche Laufbahn
Lehmann spielte bis 1969 bei der Betriebssportgemeinschaft (BSG) Post Neubrandenburg, zuletzt in der zweitklassigen DDR-Liga. Mit 22 Jahren wechselte er zu Beginn der Saison 1969/70 zum Ligakonkurrenten BSG Kernkraftwerk Nord Greifswald. Als Stürmer auf der rechten Angriffsseite erkämpfte er sich mit 25 Einsätzen bei 30 ausgetragenen Punktspielen sofort einen Stammplatz. Auch in den folgenden Jahren gehörte er zum Spielerstamm der Greifswalder. In der Saison 1972/73 wurde er mit 16 Punktspieltoren Torschützenkönig seiner Mannschaft und der DDR-Liga. Nach vier Spielzeiten, in denen er 80 Punktspiele bestritten hatte, verließ Lehmann Greifswald und schloss sich im Sommer 1973 dem Oberligaaufsteiger Energie Cottbus an.
Bei Energie wurde Lehmann zunächst nur in der in der drittklassigen Bezirksliga spielenden 2. Mannschaft eingesetzt. Sein erstes Oberligaspiel bestritt er am 26. Januar 1974 zum Beginn der Rückrunde der Saison 1973/74. In der Begegnung FC Karl-Marx-Stadt – Energie (0:0) wurde er in der 46. Minute eingewechselt. Bis zum Saisonende wurde Lehmann in insgesamt elf Oberligaspielen als Stürmer eingesetzt, darunter waren jedoch nur drei Spiele über die volle Distanz. Zu einem Torerfolg kam er nicht. Am Ende der Saison musste Cottbus wieder aus der Oberliga absteigen, sodass Lehmann erneut in der Zweitklassigkeit spielen musste. In der Saison 1974/75 schaffte er den Sprung zum Stammspieler in der 1. Mannschaft, er war mit 21 Einsätzen und sechs Toren bei 30 ausgetragenen Ligaspielen maßgeblich an der sofortigen Rückkehr in die Oberliga beteiligt.
Trotz des Aufstiegserfolges verließ Lehmann zum Saisonende Cottbus und spielte von der Saison 1975/76 an beim DDR-Ligisten Motor Weimar. Dort spielte er noch zwei Jahre hauptsächlich auf der Position des Mittelstürmers. Von den 44 Punktspielen der beiden Spielzeiten bestritt Lehmann 28 Begegnungen. Nach Abschluss der Saison 1976/77 beendete er mit 30 Jahren seine Laufbahn als Leistungssportler.